# Гамлиэль II
Гамлиэль II или Гамлиил II (ум. ок. 114 года) — палестинский танна, глава палестинских евреев в последние два десятилетия I-го и в начале II веков. Его именовали также Гамлиил Ямнинский (по городу Ямния), — в отличие от своего деда, Гамлиэля I.

## Биография
Энергично и успешно продолжал дело обновления, начатое рабби Иохананом бен-Заккаи. Согласно преданию, Иоханан на встрече с Веспасианом, первым добился от римского императора помилования для семьи Гамлиэля.

### Глава синедриона
Предположительно, рабби Иоханан отказался от своего поста председателя учёной корпорации в Ямнии (Явненская академия), заменившей иерусалимский синедрион, и освободившийся пост был предоставлен Гамлиэлю, руководству которого охотно подчинились даже те ученики р. Иоханана, которые своей учёностью превосходили Гамлиэля. Один из этих учеников, Элиезер бен-Гирканос, женился на сестре Гамлиэля, Имме Шалом.
Гамлиэль был официально призван римскими властями главой народа, удостоившись при этом титула «патриарха» (наси; около 80 г.), и ездил в Сирию со специальной целью получить утверждение в сане от римского наместника.
Цели Гамлиэля сводились к прекращению старых школьных несогласий, предупреждению новых и восстановлению внутреннего единства иудаизма. Для чего он усердно работал над поднятием авторитета ямнинского синедриона, а также своего личного престижа, чем возбудил подозрение, будто печётся главным образом ο собственных интересах. Его главной заслугой стало устранение соперничества между школами Гиллеля и Шаммая, — соперничества, пережившего даже разрушение храма. В Ямнии, передает легенда, был услышан голос с неба (бат-кол), который возвестил, что хотя по существу правильны взгляды обеих школ (как «сло́ва Бога живого»), однако в практической жизни обязательны мнения только школы Гиллеля.
Гамлиэль прилагал все усилия к тому, чтобы решения, принимавшиеся синедрионом под его председательством, признавались всеми, и неумолимо применял отлучение к упорствующим противникам этих решений. Он подверг отлучению даже своего собственного шурина Элиезера б.-Гирканос. Другого знаменитого ученика Иоханана бен-Заккаи — рабби Иошую бен-Ханания — Гамлиэль заставил признать авторитет председателя в наиболее унизительной форме; именно он принудил его явиться к нему с денежной сумой и посохом в руках как раз в тот день, который, по мнению р. Иошуи, являлся днём Всепрощения. Гамлиэль отверг возражение на своё оповещение первого дня нового месяца. Он, однако, показал, что вовсе не имел намерения унизить р. Иошую: встав ему навстречу и поцеловав его в голову, он приветствовал его словами: «Добро пожаловать, мой учитель и ученик: мой учитель в науке, мой ученик, ибо подчинился воле моей».
В другом столкновении с тем же рабби Иошуей бен-Ханания, против которого он выступил с такой резкостью, что настроил против себя всё собрание и был лишён сана председателя. Не удалилишись, Гамлиэль продолжал уже в качестве члена собрания участвовать в учёных прениях, руководимых новым председателем Элеазаром бен-Азария. Вскоре он был восстановлен в прежнем сане, когда испросил прощения у pабби Иошуи, который сам стремился вернуть Гамлиэлю его положение, хотя председательство с тех пор распределялось поочередно между Гамлиэлем и рабби Элеазаром.

### Поездка в Рим
Большим событием было его путешествие в Рим, предпринятое им в сопровождении его товарища Элеазара и двух выдающихся членов ямнинской академии, рабби Иехошуи бен-Ханания и рабби Акивы. Это путешествие, предполагается, было совершено в конце правления Домициана (95 год) и имело целью предотвращение опасности, грозившей евреям со стороны жестокого императора. Возможно, это относится к 96 году, то есть году вступления Нервы на римский престол.
Это путешествие, равно как пребывание учёных в Риме, не осталось без следа в галахической и агадической традиции. Особенно интересны сообщения ο дебатах, которые учёные вели с иноверцами в Риме и в которых Гамлиэль выступал главным оратором с еврейской стороны.
Талмуд упоминает ο пребывании Гамлиэля в Кафре Утнай (Kfar Uthnai), в Эммаусе, в Лидде, в Иерихоне, в Самарии и в Тивериаде.

### Домашние порядки и рабы
Две уступки сделал Гамлиэль своим домашним для облегчения суровых правил, ограждавших еврейство от влияния язычества: им было разрешено пользоваться зеркалом при стрижке волос на голове и изучать греческий язык. Его сын Симон передаёт, что в доме его отца несколько детей обучались «греческой мудрости».
Гамлиэль был трогательно привязан к своему рабу Таби и по случаю его смерти принимал утешения, как будто умер член его семейства. Однако «Таби» — не собственное, а нарицательное имя, которое носили все рабы в доме патриархов, как Гамлиэль I, так и Гамлиэль II, подобно тому как все рабыни в их доме носили имя «Табита», причём отмечается, что в доме Гамлиэля обращались с рабами весьма вежливо и в обращении к ним прибавляли всегда титул «абба» или «имма», которые соответствовали словам «господин», «госпожа» и обыкновенно применялись только к свободным людям. Об одном своем рабе «Таби» Гамлиэль сам отзывается как ο настоящем учёном, называя его др.-евр. תלמיד חכם‬ (талмид хахам).

### Зарождающее христианство
Иногда Гамлиэлю приходилось отражать нападки христиан; один из них, философ, злорадно вывел из текста пророка Осии (Ос. 5:6), будто Бог совершенно покинул Израиль.

## Нововведения
Еврейская секта исповедовавших Христа вместе с гностиками и другими еретиками была известна под одним общим названием «миним» (Мааминим Иешуа Ноцри - Иешуа Машиах: верящие, что Иисус из Нацерета - Иисус Христос). Опасность, представляемая этой сектой для единства иудаизма, побудила Гамлиэля позаботиться ο составлении нового соответственного молитвословия, которое было поручено сочинить Самуилу га-Катану и вошло в качестве составной части в главную ежедневную молитву восемнадцати бенедикций. Эта молитва (Шемоне-Эсре), которая вместе с Шема образует главную часть еврейского молитвослова, обязана Гамлиэлю своей окончательной редакцией. Он также сделал обязательным для каждого еврея три раза в день чтение этих «восемнадцати молитвословий».
Также другая часть еврейской литургии обычно приписывается Гамлиэлю, именно введение молитвенного чина первого пасхального вечера, объяснение символического значения главных пасхальных обрядов.

## Учение
Сохранилось довольно много взглядов Гамлиэля из области галахи. Иногда мнения Гамлиэля и Элиезера бен-Гирканос были прямо противоположны воззрениям Иошуи бен-Ханания, иногда Гамлиэль занимал середину между более суровым Элиезером и сравнительно мягким Иошуей бен-Ханания.
В области агады сохранились четыре дискуссии по вопросам библейской экзегетики; все они заканчиваются желанием Гамлиэля выслушать мнение агадиста рабби Элеазара из Модиина.
В своих изречениях Гамлиэль рисует разложение и испорченность своего времени; один из подобных отрывков заканчивается намёком на императора Диоклетиана: «С тех пор как увеличилось число лживых судей, увеличилось также число лжесвидетелей; с увеличением числа доносчиков имущество обывателей стало расхищаться; с увеличением числа нахалов порядочные люди позабыли ο своём человеческом достоинстве; с тех пор как возлюбленные дети разгневали своего небесного Отца, он поставил над ними бессердечного царя, который заставляет их расплачиваться за свои грехи. Подобным царем был Артаксеркс, сначала убивший жену в угоду своему другу, а затем последнего в угоду своей новой жене».